# 弥生 (金沢市)
弥生（やよい）は、石川県金沢市の町名。現行行政地名は弥生1丁目から3丁目。全域で住居表示実施済み。郵便番号は921-8036。

## 概要
弥生は、泉が丘・富樫・有松・泉に囲まれている。

## 沿革
- 1924年（大正13年）1月1日 - 石川郡野村字泉野の一部が金沢市に編入され弥生町となる。
- 1967年（昭和42年）9月1日 - 住居表示実施により、泉野町二丁目[4]・泉野町三丁目[4]・六斗林一丁目・泉昭和町の全部及び泉野町[4]・六斗林二丁目・野町六丁目・泉町・桃畠町・弥生町・芦中町・泉旭町二丁目・泉旭町三丁目・富樫町・上有松町の各一部をもって成立[5]。

## 小中学校の校区
弥生2丁目9-26から9-32と3丁目7-43から7-52の住民が市立小学校に通う場合は三馬小学校、市立中学校に通う場合は清泉中学校に通う。それ以外の住民が市立小学校に通う場合は泉小学校、市立中学校に通う場合は泉中学校に通う。

## 施設
- 金沢市立泉小学校
- 金沢市立泉中学校
- 金沢市営陸上競技場

## 交通

### 道路
- 国道157号（南大通り）
- 石川県道45号金沢鶴来線（泉が丘通り）
- 城南通り

### バス
- 北鉄バス（北陸鉄道・北鉄金沢バス・北鉄白山バス）　泉一丁目、泉二丁目、有松バス停